# 프리티 리듬
《프리티 리듬》(일본어: プリティーリズム 프리티리즈무[*], 영어: Pretty Rhythm)은 타카라 토미와 신 소피아가 공동 개발한 일본의 아케이드 게임이다. 한국에서도 토이저러스나 롯데마트 등에서 도입했었지만 현재는 철거되어 아예 없는 상황이다.

## 한국판 발매
프리티리듬 오로라드림은 한,일 합작이 아니었지만 주인공들인 아이라,리듬,미온(디어마이퓨처의 메이,아라가 아이라,미온),세레나데,캐논,크리스(디어마이퓨처의 카일리)가 등장함.

## 꿈의 보석 프리즘스톤(프리티 리듬:디어 마이 퓨처)
2013년 2월 〈꿈의 보석 프리즘스톤〉이 한국에서 방영을 시작한 것을 전후로 타카라토미아츠의 한국 지사인 티아츠코리아가 주체가 되어 게임 및 관련 상품의 정식발매 준비가 이루어졌다. 게임기의 한글화 및 한국어 더빙 작업과 기기의 안전 점검이 모두 끝나고 2013년 6월부터 서울, 부산, 구미, 부천 등지에서 무료체험 이벤트를 통해 처음으로 일반에 공개되었으며 2013년 7월에 열린 서울캐릭터라이선싱페어 2013에서도 무료체험 행사를 열었다. 그 직후 프리즘스톤 게임기가 애니메이션과 같은 〈꿈의 보석 프리즘스톤〉이라는 이름으로 정식출시되어 전국의 대형할인점 등지에 설치되기 시작하였다. 현재는 전국 각지의 이마트와 토이저러스에서 관련 상품과 함께 만나볼 수 있다.

## 꿈의 라이브 프리즘스톤(프리티 리듬:레인보우 라이브)
게임 〈꿈의 보석 프리즘스톤〉의 후속작인 〈꿈의 라이브 프리즘스톤〉은 2014년 6월 22일 롯데마트 평촌점에서 열린 지역 게임대회에서 한국에 처음으로 소개되었다. 이후에도 8월 14일 서울 CMG섬유센터에서 열린 프리즘스톤 전국 게임대회 겸 작품발표회에서 대대적으로 일반에 공개되었다. 그리고 2014년 9월 〈꿈의 라이브 프리즘스톤〉이 한국에서 방영을 시작한 지 2개월이 지난 2014년 11월 3일부터 한국 전역의 게임기가 〈꿈의 라이브 프리즘스톤〉 버전으로 교체되기 시작하였다. 전작과 달라진 점은 스톤의 생김새가 시즌 3 때부터 등장한 '퓨어 스톤'의 디자인으로 바뀌었으며, 공연 장면 이후 등장하는 추가 득점 장면이 프리즘 액트 대신에 프리즘 라이브로 바뀌었다는 것이다.

## 게임 소개
이 게임은 피겨 스케이팅과 아이돌 가수의 쇼를 합친 프리즘 쇼라는 무대를 배경으로 노래와 캐릭터의 춤과 노래의 리듬에 맞춰 버튼을 누르는 리듬게임이다. 특이한 점은 애니메이션 본편에서 나오는 것과 같이 프리즘스톤(스톤)이라는 아이템을 가지고 게임 속 캐릭터의 복장을 직접 코디하여 바꿀 수 있다는 것이다. 또한 애니메이션 완구 중에서 게임과 연동 가능한 것들(인형,카드 등)이 있다는 것도 특징이다.

## 사용되는 아이템

### 프리즘 스톤(스톤)
하트 모양으로 생긴 큐빅과 같은 것으로 스톤 자체에 의상의 데이터가 들어 있어 이것을 게임기의 스캔 테이블에 끼우면 게임 속 캐릭터의 복장이 그대로 바뀌게 된다. 브랜드와 착용위치에 따라 다양한 스톤이 존재하며 이들의 조합으로 캐릭터를 다양하게 코디하는 것이 가능하다. 또한 출현빈도가 매우 낮은 레어 스톤이라는 것도 있으며 이 경우 스톤의 윗부분에 특수한 무늬가 들어가 있으며 아랫부분의 스톤 코드에 ★표시가 되어 있는 것을 보고 구분할 수 있다. 스톤은 게임을 한 번 플레이할 때마다 게임기에서 받을 수 있으며 따로 구매할 수도 있다. 따로 구매하는 경우 캡슐토이에서 한번에 2개 (2,000원)씩 뽑거나 스톤 메이커, 스톤 키트, 아이돌 데뷔 세트, 스타터 키트 등에 포함된 스톤을 얻는 방법으로 구할 수 있다.
| 세트   | 상응하는 일본판 스톤 세트 | 스톤 코드 | 한국 출시 시점                       |
| ------ | ------------------------- | --- | ------------------------------------ |
| 시즌 1 | 시즌 9                    | K01-001 ~ K01-050 (일반 및 레어) K01-S01 ~ K01-S04 (서프라이즈) K01P-E02, K01P-R05, K01P-T27, K01P-R04, K01P-R06, K01P-R07 (특수 브랜드) | 게임기 정식 출시와 동시 2013년 7~8월 |
| 시즌 2 | 시즌 10                   | K02-001 ~ K02-050 (일반 및 레어) K02-S01 ~ K02-S04 (서프라이즈) K02-D01 ~ K02-D03, K02-E03, K02-R08, K02-T34 (특수 브랜드) | 2013년 12월                          |
| 시즌 3 | 시즌 11                   | K03-001 ~ K03-048 (일반 및 레어) K03-S01 ~ K03-S04 (서프라이즈) K03-E04, K03P-E05, K03P-E06, K03-E07, K03P-R09, K03P-R10, K03-D16, K03P-T55 (특수 브랜드) | 2014년 4월                           |
| 시즌 4 | 시즌 12                   | K04-001 ~ K04-046 (일반 및 레어) K04-SC01 ~ K04-SC04 (서프라이즈) K04P-12, K04P-13, K04P-14, K04D-17, K04P-E08, K04P-R11, K04P-T59, K04P-T57, K04P-T58 (특수 브랜드) | 2014년 6월                           |
| 시즌 5 | 시즌 13                   | K05B01-002 ~ K05B09-030 (일반 및 레어) K05B05-S01 ~ K05B05-S03 (서프라이즈) K05BP-05, K05BP-10, K05BP-T02, K05P-02, K05P-15, K05P-16, K05P-17, K05P-18, K05P-D36, K05P-D37, K05P-E10, K05P-E11, K05P-E12, K05P-R14, K05P-R15, K05P-R16, K05P-T61, K05P-T62 (특수 브랜드) | 2014년 9월                           |
| 세션01 | 세션01                    | A01-S01-01 ~ A01-S01-43 (일반 및 레어) A01-S01-S01 ~ A01-S01-S05 (서프라이즈) A01-DC-01, A01-EM-01, A01-PS-01, A01-PS-02, A01-RO-01, A01-RO-02, A01-RO-03, A01-SV-01, A01-SV-02, A01-SV-03, A01-SV-04, A01-WD-01 (특수 브랜드)                                           | 2014년 11월                          |
| 세션02 | 세션02                    | A02-S02-01 ~ A02-S02-42 (레어) A02-S02-S01 ~ A02-S02-S04 (서프라이즈) A02-DC-02, A02-EM-02, A02-EM-03, A02-EM-04, A02-PS-02, A02-RO-04, A02-SV-07 ~ A02-SV-14 (특수 브랜드)                                                                                              | 2014년 12월 (기간 한정)              |
| 세션03 | 세션03                    | A03-S03-01 ~ A03-S03-37 (일반 및 레어) A03-S03-S01 ~ A03-S03-S05 (서프라이즈) A03-3DS2-02, A03-AM-053 ~ A03-AM-057, A03-DC-03, A03-DUO-01 ~ A03-DUO-11, A03-EM-05, A03-EM-06, A03-EM-07, A03-PS-04, A03-RO-05, A03-RO-06, A03-RO-07, A03-SV-16 ~ A03-SV-23 (특수 브랜드) | 2015년 2월                           |
| 세션04 | 세션04                    | A04-S04-01 ~ A04-S04-35 (일반 및 레어) A04-S04-S01 ~ A04-S04-S10 (서프라이즈) A04-DC-07, A04-DC-08, A04-DC-09, A04-DUO-12 ~ A04-DUO-16, A04-EM-10, A04-PS-08, A04-RAD-01, A04-RO-10, A04-SV-28 ~ A04-SV-35 (특수 브랜드)                                                 | 2015년 5월                           |
| 세션05 | 세션05                    | A05-S05-01 ~ A05-S05-38 (일반 및 레어) A05-S05-S01 ~ A05-S05-S06 (서프라이즈) A05-AM-91, A05-DC-10, A05-EM-11, A05-PS-12, A05-RAD-02, A05-RAD-03, A05-RAD-04, A05-RO-14, A05-RO-15, A05-SV-36 ~ A05-SV-47 (특수 브랜드)                                                  | 2015년 9월                           |
| 세션06 | 올스타 셀렉션             | A06-AS-01 ~ A06-AS-23, A06-AS-01-008 ~ A06-AS-12-044 (일반 및 레어) A06-AS-S01 ~ A06-AS-S11 (서프라이즈) A06-AS-S01 ~ A06-AS-S11, A06-AS-SV-49 ~ A06-AS-SV-53, A06-AS-W03 ~ A06-AS-W15 (특수 브랜드)                                                                     | 2015년 12월                          |

| 브랜드 이름               | 색깔 및 성상                                 | 비고 |
| ------------------------- | -------------------------------------------- | --- |
| 스타 (Star)               | 하양                                         | 아이돌 스타일, 주로 애니메이션 본편에 등장한 주인공의 공연복                                                                        |
| 러블리 (Lovely)           | 분홍                                         | 귀엽고 사랑스러운 스타일 |
| 팝 (Pop)                  | 파란색                                       | 톡톡튀는 보이시 스타일 |
| 페미닌 (Feminin)          | 노랑                                         | 여성스럽고 점잖은 스타일 |
| 에스닉 (Ethnic)           | 초록                                         | 개성있는 이국적 스타일 |
| 쿨 (Cool)                 | 보라                                         | 멋진 어른 스타일 |
| 섹시 (Sexy)               | 빨간빛이 많이 도는 분홍                      | 섹시하고 고상한 스타일 |
| 서프라이즈 (Surprise)     | 검은색 분홍색 줄무늬에 Surprise!의 로고 패턴 | 이 스톤을 사용하여 코디한 경우 서프라이즈 점프를 뛸 수 있게 된다. (단, 어느 브랜드에도 속하지 않으니 믹스 코디 점수를 얻을 수 없음) |
| 로니 (RONI)               | 검은색 바탕에 RONI 로고 패턴                 | 러블리로 분류 |
| 어스 매직 (EARTH MAGIC)   | 검은색 바탕에 EARTH MAGIC 로고 패턴          | 팝으로 분류 |
| 프리즘 스톤 (Prism Stone) | 검은색 바탕에 Prism Stone 로고 패턴          | 러블리 혹은 팝으로 분류 |
| 디어 크라운 (Dear Crown)  | 검은색 바탕에 Dear Crown 로고 패턴           | 쿨 혹은 섹시로 분류 |

| 착용위치 | 종류                                                         | 비고 |
| -------- | ------------------------------------------------------------ | --- |
| 헤어     | 모자, 헤어스타일                                             | |
| 상의     | 니트, 베스트(조끼), 셔츠, 원피스, 재킷, 코트, 탱크톱, 티셔츠 | 원피스의 경우 하의와 함께 코디할 수 없다. |
| 하의     | 숏팬츠(반바지), 스커트(치마), 팬츠(바지)                     | |
| 슈즈     | 부츠, 샌들, 슬리퍼, 운동화, 펌프스                           | 레깅스, 양말, 타이즈 등도 포함된다. |
| 어레인지 | 메이크업, 액세서리                                           | 메이크업의 경우 각기 다른 얼굴색 및 눈 색을 가지고 있으며 액세서리의 경우 목걸이, 슈슈, 안경을 포함한다. 이 종류는 세부종류가 겹치지 않는 이상 2개 이상 동시에 코디할 수 있다. |

### 프리즘 메모리패스
게임 결과를 저장하기 위한 카드이다. 메모리패스가 있으면 게임기에 자신의 이름으로 기록을 남길 수 있으며 본 게임에서 얻은 캐럿(점수)을 저장하여 랭크를 올릴 수 있게 되며 일정 수준에 이르게 되면 레벨이 올라간다. 랭크가 올라가면 더 어려운 난이도나 숨겨진 캐릭터, 스테이지, 다른 종류의 프리즘점프와 프리즘라이브를 시도할 수 있게 된다. 메모리패스를 사용할 경우 평일에 플레이하면 토요일 및 일요일에 할 때보다 2배의 캐럿을 저장할 수 있다. 메모리패스는 게임기에서 주어지지 않으며 별도로 구매하여야 한다.
| 랭크 이름          | 필요 점수(캐럿) | 비고 |
| ------------------ | --------------- | --- |
| 프리즘 레인보우 퀸 | 3,900,000       | 게임이 끝난 직후 메모리패스에 점수가 저장되는 화면에 최고 랭킹 축하해요!라는 문구가 표시된다. 화면 요소가 레인보우 데코레이션으로 바뀐다. |
| 프리즘 퀸          | 3,000,000       | 화면 요소가 파이널 데코레이션으로 바뀐다. 둘이서 모드에서 전설의 점프 드림 라이징 파이널 골드를 뛸 수 있게 된다. |
| 탑 플래티늄        | 2,100,000       | 스페셜 점프 플래티늄 스파이럴을 뛸 수 있게 된다. |
| 플래티늄 스타      | 1,620,000       | 스페셜 점프 돌핀 비너스 환상의 핑크 돌고래를 뛸 수 있게 된다. 둘이서 모드에서 전설의 점프 드림 라이징 파이널을 뛸 수 있게 된다. |
| 플래티늄 아이돌    | 1,320,000       | 전설의 점프 오로라 라이징 파이널을 뛸 수 있게 된다. 갤럭시 스타 파이널 무대에서 공연할 수 있게 된다. |
| 플래티늄 데뷔      | 990,000         | 스페셜 점프 두근두근 메모리 리프를 뛸 수 있게 된다. 화면 요소가 플래티늄 데코레이션으로 바뀐다. 둘이서 모드에서 전설의 점프 드림 라이징을 뛸 수 있게 된다. |
| 탑 골드            | 720,000         | 혼자서 모드에서 스페셜 점프 골든 스타 매직을 뛸 수 있게 된다. 둘이서 모드에서 스페셜 점프 골든 스타 매직 Duo를 뛸 수 있게 된다. |
| 골드 스타          | 510,000         | 프리즘액트가 그레이트풀 심포니아 월드로 바뀐다. 갤럭시 스타 무대에서 공연할 수 있게 된다. |
| 골드 아이돌        | 360,000         | 스페셜 점프 골드 스파이럴을 뛸 수 있게 된다. 둘이서 모드에서 스페셜 점프 기분 충전! 프리즘스톤 판타지를 뛸 수 있게 된다. |
| 골드 데뷔          | 225,000         | 혼자서 및 둘이서 모드에서 오로라 드림 스타 중 세레나를 선택하여 플레이할 수 있게 된다. 화면 요소가 골드 데코레이션으로 바뀐다. 프리즘액트가 스카이 하이 심포니아로 바뀐다. 혼자서 모드에서 스페셜 점프 피어 피어 피어라 사랑의 꽃 페미닌 스타일을 뛸 수 있게 된다. 둘이서 모드에서 피어 피어 피어라 사랑의 꽃 페미닌 스타일 Duo를 뛸 수 있게 된다. 둘이서 모드에서 스페셜 점프 마음을 합쳐서! 하트 아치 판타지를 뛸 수 있게 된다. |
| 탑 실버            | 150,000         | 전설의 점프 오로라 라이징(미완성)을 뛸 수 있게 된다. 스페셜 스테이지 패션 플로어 무대에서 공연할 수 있게 된다. |
| 실버 스타          | 108,000         | 프리즘액트가 로드 투 심포니아로 바뀐다. 스페셜 점프 크리스탈 스플래시를 뛸 수 있게 된다. 프리즘 패션쇼를 개최할 수 있게 된다.(본 게임 시작 직전에 캐릭터가 나오는 장면이 런웨이를 걷는 장면으로 바뀐다.) |
| 실버 아이돌        | 72,000          | 스페셜 점프 달콤한 키스를 뛸 수 있게 된다. 스페셜 점프 실버 스파이럴을 뛸 수 있게 된다. 둘이서 모드에서 최고 난이도를 선택할 수 있게 된다. |
| 실버 데뷔          | 48,000          | 혼자서 모드에서 최고 난이도를 선택할 수 있게 된다. 화면 요소가 실버 데코레이션으로 바뀐다. |
| 탑 브론즈          | 30,000          | 프리즘액트가 나이트 플라워 피버로 바뀐다. |
| 브론즈 스타        | 12,000          | 혼자서 모드에서 매우 어려움 난이도를 선택할 수 있게 된다. 둘이서 모드에서 어려움 난이도를 선택할 수 있게 된다. |
| 브론즈 아이돌      | 3,000           | 스페셜 점프 브론즈 스파이럴을 뛸 수 있게 된다. |
| 브론즈 데뷔        | 300             | 혼자서 및 둘이서 모드에서 오로라 드림 스타 중 캐논을 선택하여 플레이할 수 있게 된다. 화면 요소가 브론즈 데코레이션으로 바뀐다. |

### 페어챔 인형
〈꿈의 보석 프리즘스톤〉 애니메이션 본편에 나오는 마스코트들의 봉제인형이다. 인형의 엉덩이 부분에 프리즘스톤이 박혀 있어 이것을 게임기의 스캔 테이블에 끼우면 캐릭터를 한번에 완전한 복장 조합으로 바꿀 수 있게 된다. 이때 코디 점수는 1,080점(금주 유행과 일치하는 경우 1,180점)을 얻을 수 있으며 다른 코디와의 조합은 불가능하다.
| 이름                   | 스톤 브랜드 | 점프 세트                                                                                 | 비고                                              |
| ---------------------- | ----------- | ----------------------------------------------------------------------------------------- | ------------------------------------------------- |
| 미미 (아미의 페어챔)   | 섹시        | 섹시 세트(FUN FUN 하트 다이브, 반짝반짝 퓨처 스타, 도레미파 슬라이더, 플라이 하이 치어걸) |                                                   |
| 레미 (레이나의 페어챔) | 쿨          | 쿨 세트(돌핀 비너스, 반짝반짝 퓨처 스타, 해피 마카론 스핀, 플라이 하이 치어걸)            |                                                   |
| 리미 (카린의 페어챔)   | 팝          | 팝 세트(팝 캔디 로켓, 반짝반짝 퓨처 스타, 해트트릭 스타, 플라이 하이 치어걸)              |                                                   |
| 야미 (에이미의 페어챔) | 러블리      | 러블리 세트(가슴 두근 체험, 반짝반짝 퓨처 스타, 해피 마카론 스핀, 플라이 하이 치어걸)     |                                                   |
| 비비 (프리티의 페어챔) | 디어 크라운 |                                                                                           | 일본에서만 발매되었으며 한국에는 발매되지 않았다. |
| 펭귄 선생              | 에스닉      |                                                                                           | 일본에서만 발매되었으며 한국에는 발매되지 않았다. |

### 페어펫 인형
〈꿈의 라이브 프리즘스톤〉 애니메이션 본편에 나오는 마스코트들의 봉제인형이다. 인형의 엉덩이 부분에 프리즘스톤이 박혀 있으며 다른 코디와 조합 가능하다.
| 이름                      | 스톤 브랜드 | 비고                                              |
| ------------------------- | ----------- | ------------------------------------------------- |
| 러블린 (나루의 페어펫)    | 러블리      | 일본에서만 발매되었으며 한국에는 발매되지 않았다. |
| 팝픈 (아람의 페어펫)      | 팝          | 일본에서만 발매되었으며 한국에는 발매되지 않았다. |
| 쿠른 (이음의 페어펫)      | 쿨          | 일본에서만 발매되었으며 한국에는 발매되지 않았다. |
| 세시니 (빈의 페어펫)      | 섹시        |                                                   |
| 페미니 (온유의 페어펫)    | 페미닌      |                                                   |
| 에스니 (우리의 페어펫)    | 에스닉      |                                                   |
| 스탄 (린네&신비의 페어펫) | 스타        | 한국에는 대회 경품으로 나왔다.                    |

### 메모리패스 케이스
메모리패스를 넣어둘 수 있는 케이스로 메모리패스가 넣어진 상태로 게임기의 정해진 위치에 두면 게임을 할 때 빛을 발한다.

## 등장 캐릭터
- 꿈의 라이브 스타
꿈의 라이브 프리즘스톤#해피레인과 꿈의 라이브 프리즘스톤#벨로즈 참고
- 오로라 드림 스타
프리티 리듬 디어 마이 퓨처#마르스(MARs)와 프리티 리듬 디어 마이 퓨처#세레논 with 카일리(SereNon with Kylie) 참고
- 디어마이퓨처 스타
프리티 리듬 디어 마이 퓨처#프리즈미(Prizmmy☆)와 프리티 리듬 디어 마이 퓨처#프리티(PRETTY) 참고

다른 캐릭터는 프리즘 메모리패스를 사용하지 않는 경우에도 선택 가능하지만 세레나와 캐논은 메모리패스를 사용하는 경우에만 선택 가능하며 세레나의 경우 골드 데뷔로 랭크를 올렸을 경우에 선택할 수 있게 된다. 일부 캐릭터의 경우 랭크와는 관계 없이 게임기의 첫 가동 이후 일정 시간이 지나면 자동으로 선택할 수 있게 된다.
| 이름   | 등장 시기                                    |
| ------ | -------------------------------------------- |
| 카일리 | 2013년 9월 말~10월 초                        |
| 이음   | 2014년 12월                                  |
| 빈     | 2015년 1월                                   |
| 온유   | 2015년 2월                                   |
| 우리   | 2015년 3월                                   |
| 린네   | 2015년 1월, 3월 (기간 한정), 5월 (정식 등장) |
| 신비   | 2015년 2월, 4월 (기간 한정), 7월 (정식 등장) |

## 게임 방법
1. 게임기에 1,000원(500원×2개)을 넣으면 게임을 시작할 수 있다. 플레이 모드 선택 화면이 나오면 빨간색 버튼을 눌러서 혼자서 모드를, 1,000원을 더 넣어서 둘이서 모드를 실행할 수 있다. 프리 플레이 모드일 경우 파란색 버튼을 누르면 된다.
2. 모드를 선택하면 이번 주 유행 아이템이 소개되는데, 두 개의 착용위치가 제시된다. 이것은 1주일에 한 번씩 바뀌게 되며 제시되는 착용위치에 맞춰서 캐릭터를 코디하게 되면 코디 점수를 더 많이 얻을 수 있게 된다.(게임기가 설치된 매장이 같더라도 게임기와 매장마다 다를 수도 있으니 잘 확인해두면 좋다.)
3. 유행 아이템이 소개되고 나면 게임기에서 스톤을 받을 수 있다. 게임기 왼쪽 아래에 있는 출구에서 스톤을 꺼내면 된다. 둘이서 모드의 경우 스톤이 2개가 나오고,혼자서 모드의 경우 스톤이 1개가 나오는데,자신이 스톤을 더 받고싶다면,1000원을 넣어 스톤을 1개도 받을수있다.
4. 화면에 프리즘 메모리 패스를 올려놓으라는 지시가 나온다. 메모리패스가 있으면 정해진 위치에 올려놓으면 되고, 없으면 빨간색 버튼을 눌러서 넘어간다. 게임 도중 게임기와 메모리패스 간의 통신이 이루어지기 때문에 게임기에서 따로 지시가 나오기 전 까지는 메모리패스를 게임기에서 제거하면 안 된다. 둘이서 모드의 경우 왼쪽 플레이어부터 자신의 메모리패스를 올려놓는다.
  - 성장시킬 페어펫을 선택한다. 페어펫을 최고 레벨까지 성장시키면 다른 페어펫을 키울 수 있다. 페어펫은 한 세션 당 한 마리만 키울 수 있다.
  - 메모리패스를 처음으로 사용하는 경우 이름을 결정할 수 있다. 입력 가능한 문자는 알파벳 대소문자, ♪, !, ?, ★, ☆ 등이다. 이름이 결정된 이후 게임에서 메모리패스를 사용하게 되면 이때 지정한 이름으로 순위 등록이 이루어진다. 이름은 한번 정하면 두 번 다시 바꿀 수 없기 때문에 주의해야 한다.
5. 게임 타입을 선택한다.
  - 프리티리듬으로 게임하기 : 본 게임을 시작한다.
  - 데이터 이동하기 : 프리즘 메모리패스의 데이터를 다른 메모리패스로 이동할 수 있다.
  - 프리즘스톤 사러가기 : 스톤을 추가로 구매할 수 있다. 메모리패스를 가지고 있는 경우 스톤을 하나씩 추가로 구매할 때마다 이어지는 게임에서 1,000캐럿을 보너스로 얻을 수 있다.
  - 게임 끝내기 : 그대로 게임을 종료한다.
6. 플레이할 캐릭터의 팀과 캐릭터를 선택한다. 둘이서 모드의 경우 왼쪽 플레이어의 캐릭터부터 선택한다.
7. 플레이할 곡을 선택한다.
8. 게임 난이도를 선택한다.
9. 코디를 시작한다. 가지고 있는 프리즘스톤을 게임기의 정해진 위치에 올려놓으면 선택한 캐릭터의 복장과 헤어스타일을 바꿀 수 있다. 코디를 하면 코디 점수를 얻을 수 있게 되는데, 이때 맨 처음 알려준 이번 주 유행대로 코디하거나 레어스톤을 사용하면 더 많은 점수를 얻을 수 있게 된다. 또한 스톤 브랜드에 따라 게임 도중 캐릭터가 보여줄 수 있는 프리즘점프의 종류가 달라진다. 둘이서 모드의 경우 왼쪽 플레이어의 코디를 먼저 하고 오른쪽 플레이어로 넘어갈 수 있다.
10. 코디를 완료하면 해당 코디로 본 게임에 들어갈 것인지 묻는다.
11. 본 게임이 시작된다.
  - 댄스 장면에서는 화면 양쪽에서 오는 빨간, 파란색의 하트 모양 노트가 가운데에 있는 하트 모양 틀에 들어올 때, 돌아가는 하트 모양 틀이 빨간, 파란색의 하트 모양 노트를 가리킬 때 해당 색깔의 버튼을 눌러주면 된다.
  - 프리즘점프 장면에서는 하트 모양 틀에 빨간 하트와 파란 하트가 겹쳐지는 것에 맞춰 두 버튼을 동시에 눌러야 한다.
  - 곡 하나가 다 끝나면 프리즘 라이브 장면이 나온다. 빨간, 파란 날개가 날개 모양 틀에 들어올 때 해당 색깔의 버튼을 눌러주면 연속 점프를 뛰게 된다.
  - 연속 점프가 끝나면 레인보우 피니시를 뛸 수 있게 되는데, 무지갯빛 날개가 날개 모양 틀에 들어올 때 두 버튼을 동시에 눌러주면 된다.
12. 게임이 끝나면 점수 합산 및 순위 등록 장면이 나온다. 총점은 코디 점수, 댄스 점수, 프리즘 라이브 점수를 합하여 얻어진다.
13. 둘이서 모드의 경우 친구 포인트 획득 장면이 나온다. 친구 포인트는 같은 브랜드의 페어펫끼리만 나눠 가진다. 친구 포인트 현황은 메모리패스 화면에서 확인할 수 있다.
14. 메모리패스가 있는 경우 점수 합산 이후 랭크업이 이루어진다.
15. 메모리패스에 게임 결과가 저장되며 저장된 이후 게임기에서 지시가 나오면 메모리패스를 게임기에서 분리해도 된다.
16. 현재까지의 순위가 나오고 게임이 끝난다.

| 난이도             | 설명                                                            | 비고                                      |
| ------------------ | --------------------------------------------------------------- | ----------------------------------------- |
| 견본을 보면서 연습 | 메모리 패스가 없어도 할 수 있다.                                | 버튼을 누르지 않아도 실패로 처리되지 않음 |
| 간단 난이도        | 메모리 패스가 없어도 할 수 있다.                                |                                           |
| 보통 난이도        | 메모리 패스가 없어도 할 수 있다.                                |                                           |
| 어려운 난이도      | 메모리 패스가 없어도 할 수 있다.                                |                                           |
| 매우 어려운 난이도 | 메모리 패스를 이용하여 랭크를 '브론즈 스타'이상으로 올리면 가능 |                                           |
| 최고 난이도        | 메모리 패스를 이용하여 랭크를 '실버 데뷔'이상으로 올리면 가능   |                                           |

## 수록곡과 무대
수록곡은 일부를 제외한 모든 곡이 가사 없이 곡만 연주된다. 각 무대별로 무대와 잘 맞는 코디가 있는데 코디 장면에서 이에 해당하는 코디를 맞추면 모든 프리즘 점프의 성공 점수에 50점이 더해진다.
| 무대                    | 맞는 코디                                                                  | BGM                              | BGM 추가 시기 | 비고 |
| ----------------------- | -------------------------------------------------------------------------- | -------------------------------- | ------------- | --- |
| 갤럭시 스타             | 조끼(베스트)                                                               | 무대 선택 후 자유롭게 선택 가능  | 불명          | 메모리패스를 사용하여 레벨을 골드 스타 이상으로 올리면 해금할 수 있다. 곡은 정해져 있지 않으며 무대 선택 뒤에 수록곡 중 원하는 것을 골라서 할 수 있다.       |
| 갤럭시 스타 파이널      | 재킷                                                                       | 무대 선택 후 자유롭게 선택 가능  | 불명          | 메모리패스를 사용하여 레벨을 플래티늄 아이돌 이상으로 올리면 해금할 수 있다. 곡은 정해져 있지 않으며 무대 선택 뒤에 수록곡 중 원하는 것을 골라서 할 수 있다. |
| Go! Go! 콜링스 스테이지 | 미니스커트, 베어톱(탱크톱), 조끼(베스트)                                   | Hop! Step!! Jump!!!              | 세션01        | |
| 디어크라운 숍           | 스키니 바지(슬림 팬츠), 조끼(베스트), 펌프스                               | 떨리는 맘                        | 시즌 1        | 꿈의 라이브 프리즘스톤 세션01 때 삭제되었다. |
| 밤하늘의 록 페스티벌    | 베어 원피스, 베어톱(탱크톱), 파카                                          | 두근두근 뜨거워지는 내 마음      | 세션01        | |
| 밤하늘의 록 페스티벌    | 베어 원피스, 베어톱(탱크톱), 파카                                          | Shooting STAR                    | 세션01        | |
| 선셋 비치               | 베어톱(탱크톱), 수영복, 캐미솔, 티셔츠                                     | 섬머 나이트 Evolution!           | 시즌 1        | |
| 선셋 비치               | 베어톱(탱크톱), 수영복, 캐미솔, 티셔츠                                     | gift                             | 세션05        | 프리즘 라이브 투어 윈터 샤이닝 세션에서 최종 우승 시 선행 해금할 수 있다.                                                                                    |
| 쇼핑 몰                 | 부츠, 티셔츠                                                               | Dreamin' Boys&girls              | 시즌 1        | |
| 스위트 카페             | 뮬, 벨 보텀 팬츠, 블라우스, 샌들, 스커트(미니스커트가 아닌 것), 원피스     | 짝사랑 마이 하트                 | 시즌 1        | |
| 트로피컬 비치           | 구두, 미니스커트, 반바지(숏팬츠), 수영복, 운동화, 캐미솔                   | 뛰어올라! Pop’n 섬머!            | 시즌 1        | |
| 파우더 스노우 파크      | 코트, 터틀넥, 패딩조끼(다운 베스트)                                        | 부드러운 눈 위에 따뜻한 하트♥    | 시즌 1        | |
| 파우더 스노우 파크      | 코트, 터틀넥, 패딩조끼(다운 베스트)                                        | StarLight★HeartBeat              | 세션04        | 프리즘 라이브 투어 하트비트 세션에서 최종 우승 시 선행 해금할 수 있다.                                                                                       |
| 패션 플로어             | 니트, 셔츠, 재킷                                                           | Original ~나만의 반짝이는 패션~  | 시즌 1        | 메모리패스를 사용하여 레벨을 탑 실버 이상으로 올리면 해금할 수 있다.                                                                                         |
| 패션 플로어             | 니트, 셔츠, 재킷                                                           | Free Dreamin'                    | 세션02        | 프리즘 라이브 투어 드리밍 세션에서 최종 우승 시 선행 해금할 수 있다.                                                                                         |
| 프리즘 LIVE 스타디움    | 드레스, 롱부츠, 베어톱(탱크톱), 재킷                                       | BOY MEETS GIRL                   | 세션01        | |
| 프리즘 LIVE 스타디움    | 드레스, 롱부츠, 베어톱(탱크톱), 재킷                                       | EZ DO DANCE                      | 세션02        | |
| 프리즘 LIVE 스타디움    | 드레스, 롱부츠, 베어톱(탱크톱), 재킷                                       | CRAZY GONNA CRAZY                | 세션03        | |
| 프리즘 LIVE 스타디움    | 드레스, 롱부츠, 베어톱(탱크톱), 재킷                                       | Butterfly Effect                 | 세션05        | |
| 프리즘 랜드             | 구두, 동물 잠옷, 살로페트, 스키니 바지(슬림 팬츠), 운동화, 카고 팬츠, 파카 | 나비 (PRISM MIX)                 | 시즌 1        | |
| 프리즘 랜드             | 구두, 동물 잠옷, 살로페트, 스키니 바지(슬림 팬츠), 운동화, 카고 팬츠, 파카 | Pump it Up!                      | 세션05        | 프리즘 라이브 투어 하트비트 세션을 통해 선행 공개되었다. |
| 프리즘 스톤 숍          | 셔츠, 조끼(베스트), 터틀넥                                                 | You May Dream                    | 세션01        | |
| 프리즘 스톤 숍          | 셔츠, 조끼(베스트), 터틀넥                                                 | 1000% 콩닥콩닥 하고 싶어♥        | 세션01        | |
| 프리즘 스톤 숍          | 셔츠, 조끼(베스트), 터틀넥                                                 | 쏟아지는 HAPPY!                  | 세션03        | |
| 프리즘 아리나           | 리본 달린 구두, 베어 원피스, 베어톱(탱크톱), 파니에                        | Step! Step! Step!                | 시즌 1        | |
| 프리즘 아리나           | 리본 달린 구두, 베어 원피스, 베어톱(탱크톱), 파니에                        | Little Wing & Beautiful Pride    | 세션04        | |
| 프리즘 퓨처 아리나      | 리본 달린 구두, 베어 원피스, 베어톱(탱크톱), 파니에                        | Dear My Future ~미래의 나에게~   | 시즌 1        | |
| 플라네타리움            | 니트, 드레스, 컷앤소우, 펌프스                                             | D@nce! ~마법의 그루브~           | 시즌 1        | |
| 플라네타리움            | 니트, 드레스, 컷앤소우, 펌프스                                             | Switch On My Heart               | 세션01        | |
| 해질녘의 록 페스티벌    | 셔츠, 재킷, 조끼(베스트)                                                   | 기다릴 수 없어! 애프터스쿨 Rock! | 시즌 1        | |
| 해질녘의 록 페스티벌    | 셔츠, 재킷, 조끼(베스트)                                                   | Are You Ready?                   | 시즌 1        | |
| 해피TOY룸               | 구두, 동물 잠옷, 반바지(숏팬츠), 운동화, 파카                              | 소녀 퍼즐 ~사랑에 빠진 EVERYDAY~ | 시즌 1        | |
| 해피TOY룸               | 구두, 동물 잠옷, 반바지(숏팬츠), 운동화, 파카                              | 두근두근 데이즈                  | 세션03        | 프리즘 라이브 투어 두근두근 데이즈 세션에서 최종 우승 시 선행 해금할 수 있다.                                                                                |

## 댄스 장면에서의 점수
화면 속 라인 및 원둘레 위에 하트 모양의 노트가 있으며 가운데에 있는 틀에 노트가 들어올 때, 돌아가는 틀이 노트를 가리킬 때 노트와 같은 색의 버튼을 누르면 점수를 얻을 수 있다. 이 때 노트의 종류는
| 노트 이름     | 성상                               | 누르는 방법             | 점수                                                                        |
| ------------- | ---------------------------------- | ----------------------- | --------------------------------------------------------------------------- |
| 빨간 하트     | 빨간색 하트                        | 오른쪽 버튼 누르기      | 타이밍을 정확히 맞추었을 경우 10점 그렇지 못하면 5점 날개가 달린 경우 100점 |
| 파란 하트     | 파란색 하트                        | 왼쪽 버튼 누르기        | 타이밍을 정확히 맞추었을 경우 10점 그렇지 못하면 5점 날개가 달린 경우 100점 |
| 파란빨간 하트 | 파란색과 빨간색이 반반씩 섞인 하트 | 양쪽 버튼 누르기        | 타이밍을 정확히 맞추었을 경우 10점 그렇지 못하면 5점                        |
| 빨간 바       | 빨간색으로 연속된 원호             | 오른쪽 버튼 길게 누르기 | 5점/22.5°                                                                   |
| 파란 바       | 파란색으로 연속된 원호             | 왼쪽 버튼 길게 누르기   | 5점/22.5°                                                                   |
| 파란빨간 바   | 파란색과 빨간색이 반반씩 섞인 원호 | 양쪽 버튼 연타          | 5점/22.5°                                                                   |

댄스 장면에서 연속으로 노트를 완벽하게 성공하면 성공 횟수에 따라 배수가 붙게 되며 더 많은 점수를 받을 수 있다. 한번의 댄스 장면에서 모든 노트를 완벽하게 성공시키지 못하면 이어지는 댄스 장면에서 날개달린 하트가 하나씩 나오게 되며 성공시 100점을 얻을 수 있다. 날개달린 하트는 완벽히 성공해도 배수가 붙지 않고 무조건 OK!로만 처리된다.
| 이름       | 필요한 연속 성공횟수 | 배수 | 득점 |
| ---------- | -------------------- | ---- | ---- |
| OK!        | 4회까지              | 없음 | 10점 |
| nice!      | 5회~7회              | 2배  | 20점 |
| good!      | 8회~9회              | 3배  | 30점 |
| cool!      | 10회~ 23회           | 4배  | 40점 |
| very cool! | 24회 이상            | 5배  | 50점 |

본 게임에서는 총 4번의 댄스 장면이 나오는데, 한 번의 댄스 장면 동안 지나치는 모든 노트를 완벽하게 성공시키면 퍼펙트 메시지가 나오며 바로 이어지는 프리즘 점프를 성공했을 때 점프 성공 점수를 3배로 얻을 수 있다.

## 프리즘 점프

### 일반 점프
본 게임 도중 하나의 점프 프로그램을 가지고 공연할 수 있으며 점프 프로그램 하나 당 총 4회의 점프를 할 수 있다. 점프 프로그램의 종류는 스톤 브랜드에 따라 무작위로 정해진다. 또한 코디 장면에서 무대와 맞는 아이템을 착용한 경우 프리즘 점프 하나당 점프 점수에 50점이 추가된다.
- 첫 번째 점프는 슈즈, 두 번째는 하의, 세 번째는 상의의 브랜드 점프이며 네 번째는 현재 자신이 키우고 있는 페어펫의 세븐스 점프이다. 서프라이즈 스톤의 경우 모든 브랜드 점프 중에서 무작위로 정해진다.
- 둘이서 모드의 경우 첫 번째 점프는 파란 버튼, 두 번째는 빨간 버튼 쪽 캐릭터의 상의 브랜드 점프, 세 번째는 메모리패스 랭크 점프, 네 번째는 파란 버튼 쪽 캐릭터가 선호하는 브랜드 점프이다.
- 점프 득점은 첫 번째 ··· 100점, 두 번째 ··· 150점, 세 번째, 네 번째 ··· 200점이며 네 번째 점프의 경우 페어펫이 성장하면 250점이 된다. 또, 각 브랜드 점프마다 추가 점수를 받을 수 있는 점프가 존재한다.
- 진화하고 나면 뛸 수 없었던 진화 전 점프도 뛸 수 있게 되었다.
- 아무 스톤도 코디하지 않았을 경우 세 점프가 모두 러블리 레인보우, 네 번째 점프가 하트 풀 스플래시로 고정된다.
- 바로 직전 댄스 장면을 퍼펙트로 성공하고 점프를 성공시키면 3배의 점수를 얻을 수 있다. 이 때 완벽해요!로 얻은 추가점수 200점은 3배가 되지 않고 따로 합산된다.

| 점프 이름                                | 점수(캐럿)                                                        | 비고 |
| ---------------------------------------- | ----------------------------------------------------------------- | --- |
| 골든 스타 매직                           |                                                                   | 스타 속성, 탑 골드 때부터 뛸 수 있다. |
| 두근두근 그루빙 비트                     | 스타 속성, 연출은 미라클 아이돌 Wake Up!의 연출.                  | |
| 숲 속 요정 걸                            | 스타 속성.                                                        | |
| 반짝반짝 퓨처 스타                       | 스타 속성, 애니메이션 한국판에서의 명칭은 반짝이는 퓨처 스타이다. | |
| 크리스탈 스플래시                        | 스타 속성, 실버 스타 때부터 뛸 수 있다.                           | |
| 가슴 두근 체험                           | 러블리 속성                                                       | |
| 달콤한 키스                              | 러블리 속성, 애니메이션 한국판에서의 명칭은 달콤 꿀 키스이다.     | |
| 도레미파 슬라이더                        | 러블리 속성                                                       | |
| 두근두근 메모리 리프                     | 러블리 속성, 플래티늄 데뷔 때부터 뛸 수 있다.                     | |
| 플라이 하이 치어걸                       | 러블리 속성                                                       | |
| 브론즈 스파이럴                          | 팝 속성, 브론즈 아이돌 때부터 뛸 수 있다.                         | |
| 새로 태어나라 웨이크 업 걸 Re:born       | 팝 속성, 연출은 그레이트풀 심포니아 월드의 연출.                  | |
| 팝 캔디 로켓                             | 팝 속성                                                           | |
| 해트트릭 스타                            | 팝 속성                                                           | |
| 마이 페어 밀키웨이                       | 페미닌 속성, 연출은 로드 투 심포니아의 연출.                      | |
| 미라클 마키아토                          | 페미닌 속성                                                       | |
| 피어 피어 피어라 사랑의 꽃               | 페미닌 속성                                                       | |
| 피어 피어 피어라 사랑의 꽃 페미닌 스타일 | 페미닌 속성, 골드 데뷔 때부터 뛸 수 있다.                         | |
| 해피 마카론 스핀                         | 페미닌 속성                                                       | |
| 실버 스파이럴                            | 에스닉 속성, 실버 아이돌 때부터 뛸 수 있다.                       | |
| 정열의 백만 송이 장미                    | 에스닉 속성                                                       | |
| 컬러풀 초코 퍼레이드                     | 에스닉 속성                                                       | |
| 후레쉬 후르츠 바스켓                     | 에스닉 속성                                                       | |
| 골드 스파이럴                            | 쿨 속성, 골드 아이돌 때부터 뛸 수 있다.                           | |
| 돌핀 비너스                              | 쿨 속성                                                           | |
| 돌핀 비너스 환상의 핑크 돌고래           | 쿨 속성, 플래티늄 스타 때부터 뛸 수 있다.                         | |
| 마지막 연결의 끈 열기의 불꽃             | 쿨 속성, 연출은 나이트 플라워 피버의 연출.                        | |
| 스타더스트 샤워                          | 쿨 속성                                                           | |
| FUN FUN 하트 다이브                      | 섹시 속성                                                         | |
| 서머 나이트 파티                         | 섹시 속성, 연출은 '나이트 플라워 피버'의 연출.                    | |
| 트와일라이트 버터플라이                  | 섹시 속성, 연출은 '스카이하이 심포니아'의 연출.                   | |
| 플래티늄 스파이럴                        | 섹시 속성, 탑 플래티늄 때부터 뛸 수 있다.                         | |
| 러블리 레인보우                          | 속성 없음                                                         | |
| 오로라 라이징(미완성)                    | 속성 없음, 탑 실버 때부터 뛸 수 있다.                             | |
| 오로라 라이징 파이널                     | 속성 없음, 플래티늄 아이돌 때부터 뛸 수 있다.                     | |
| 하트 풀 스플래시                         | 속성 없음                                                         | |
| 러블리 스플래시                          | 200                                                               | 페어펫 러블린 레벨 1 ~ 레벨 3 때까지 뛸 수 있다.                                                                                           |
| 팝 스플래시                              | 200                                                               | 페어펫 팝픈 레벨 1 ~ 레벨 3 때까지 뛸 수 있다.                                                                                             |
| 쿨 스플래시                              | 200                                                               | 페어펫 쿠른 레벨 1 ~ 레벨 3 때까지 뛸 수 있다.                                                                                             |
| 섹시 스플래시                            | 200                                                               | 페어펫 세시니 레벨 1 ~ 레벨 3 때까지 뛸 수 있다, 애니메이션 한국판에서의 명칭은 로즈 스플래시이다.                                         |
| 페미닌 스플래시                          | 200                                                               | 페어펫 페미니 레벨 1 ~ 레벨 3 때까지 뛸 수 있다.                                                                                           |
| 에스닉 스플래시                          | 200                                                               | 페어펫 에스니 레벨 1 ~ 레벨 3 때까지 뛸 수 있다.                                                                                           |
| 100% 퓨어퓨어 큐피트                     | 250                                                               | 페어펫 러블린 레벨 4 때부터 뛸 수 있다. |
| 활기찬 하트 리듬                         | 250                                                               | 페어펫 팝픈 레벨 4 때부터 뛸 수 있다, 애니메이션 한국판에서의 명칭은 스윙스윙 하트 리듬이다.                                               |
| 주얼리 스핀 크로스                       | 250                                                               | 페어펫 쿠른 레벨 4 때부터 뛸 수 있다, 애니메이션 한국판에서의 명칭은 주얼 스핀 크로스이다.                                                 |
| 꿈속의 무지갯빛 만화경                   | 250                                                               | 페어펫 세시니 레벨 4 때부터 뛸 수 있다. |
| 마이 메르헨 드림 시티                    | 250                                                               | 페어펫 페미니 레벨 4 때부터 뛸 수 있다. |
| 피어나라 플라워 왈츠                     | 250                                                               | 페어펫 에스니 레벨 4 때부터 뛸 수 있다. |
| 날아올라 레인보우 테일                   | 250                                                               | 페어펫 스탄이 있을 경우 뛸 수 있다. |
| 퍼져라 나루의 해피 바이러스 무한대       | 260                                                               | 페어펫 러블린 레벨 MAX 때 둘이서 모드로 프렌드 포인트를 일정량 쌓으면 뛸 수 있다.                                                          |
| 최고의 맛 마이 스위트 케이크             | 260                                                               | 페어펫 팝픈 레벨 MAX 때 둘이서 모드로 프렌드 포인트를 일정량 쌓으면 뛸 수 있다.                                                            |
| 버닝 그랜드 크로스 스핀                  | 260                                                               | 페어펫 쿠른 레벨 MAX 때 둘이서 모드로 프렌드 포인트를 일정량 쌓으면 뛸 수 있다.                                                            |
| 꿈속의 프리즘 피닉스                     | 260                                                               | 페어펫 세시니 레벨 MAX 때 둘이서 모드로 프렌드 포인트를 일정량 쌓으면 뛸 수 있다, 애니메이션 한국판에서의 명칭은 불멸의 프리즘 피닉스이다. |
| 반짝반짝 빛나는 마이 턴테이블 메르헨     | 260                                                               | 페어펫 페미니 레벨 MAX 때 둘이서 모드로 프렌드 포인트를 일정량 쌓으면 뛸 수 있다.                                                          |
| 프리즘의 빛으로 오픈 마이 플라워         | 260                                                               | 페어펫 에스니 레벨 MAX 때 둘이서 모드로 프렌드 포인트를 일정량 쌓으면 뛸 수 있다.                                                          |
| 여행을 떠나는 루나 레인보우 헤븐         | 260                                                               | 페어펫 스탄과 레벨 MAX까지 성장한 페어펫 6마리가 있으면 뛸 수 있다.                                                                        |
| 컬러풀 초코 퍼레이드 Duo                 | 100                                                               | 둘이서 모드에서만 가능, 메모리패스 미사용일 때 뛸 수 있다.                                                                                 |
| 힘을 합쳐! 원더스위츠 show               | 150                                                               | 둘이서 모드에서만 가능, 실버 랭크 미만일 때 뛸 수 있다, 컬러풀 초코 퍼레이드 Duo를 대체.                                                   |
| 마음을 합쳐서! 하트 아치 판타지          | 180                                                               | 둘이서 모드에서만 가능, 골드 데뷔 때부터 뛸 수 있다, 힘을 합쳐! 원더스위츠 show를 대체.                                                    |
| 기분 충전! 프리즘스톤 판타지             | 195                                                               | 둘이서 모드에서만 가능, 골드 아이돌 때부터 뛸 수 있다, 마음을 합쳐서! 하트 아치 판타지를 대체.                                             |
| 반짝임의 순간 드림 라이징                | 200                                                               | 둘이서 모드에서만 가능, 플래티늄 데뷔 때부터 뛸 수 있다, 기분 충전! 프리즘스톤 판타지를 대체.                                              |
| 최고의 반짝임 드림 라이징 파이널         | 210                                                               | 둘이서 모드에서만 가능, 플래티늄 스타 때부터 뛸 수 있다, 반짝임의 순간 드림 라이징을 대체.                                                 |
| 황금의 반짝임 드림 라이징 파이널 골드    | 220                                                               | 둘이서 모드에서만 가능, 프리즘 퀸 때부터 뛸 수 있다, 최고의 반짝임 드림 라이징 파이널을 대체.                                              |
| 둘만의 로맨틱 쇼                         | 100                                                               | 둘이서 모드에서만 가능, 파란 버튼 쪽 캐릭터가 선호하는 브랜드가 쿨 또는 페미닌일 때 뛸 수 있다.                                            |
| 매지컬 스페이스 플래닛                   | 100                                                               | 둘이서 모드에서만 가능, 파란 버튼 쪽 캐릭터가 선호하는 브랜드가 팝 또는 에스닉일 때 뛸 수 있다.                                            |
| 샤이닝 스타 판타지아                     | 100                                                               | 둘이서 모드에서만 가능, 파란 버튼 쪽 캐릭터가 선호하는 브랜드가 스타일 때 뛸 수 있다.                                                      |
| 스타 라이트 페더 메모리                  | 100                                                               | 둘이서 모드에서만 가능, 파란 버튼 쪽 캐릭터가 선호하는 브랜드가 러블리 또는 섹시일 때 뛸 수 있다.                                          |

#### 오로라 라이징 뛰는 방법
- 메모리패스를 사용하여 랭크가 탑 실버 이상이 되어야 한다.
- 서프라이즈 스톤을 1개 이상 포함하여 코디한다. (헤어, 어레인지 제외)

### 특수 점프

#### 2단 점프
마지막 점프 직전의 댄스 장면을 퍼펙트로 성공한 뒤 마지막 점프를 성공하면 2단 점프를 뛸 수 있게 되는데 이 때 100점을 추가로 얻으며 화면 속 하트에 맞춰 버튼을 누를 수 있는 연속 3번의 기회를 더 얻을 수 있게 된다. 이때 처음 기회나 두 번째 기회에서 완벽하게 성공하면 200점을 더 얻을 수 있다.

#### 서프라이즈 점프
코디 장면에서 특정한 조건을 만족했을 때 4번의 점프 중에 서프라이즈 점프를 포함시킬 수 있다.
- 4개의 스톤을 모두 같은 브랜드(색깔)로 맞춘다. (1회)
- 5개의 스톤을 모두 같은 브랜드(색깔)로 맞춘다. (3회)
- 5개의 스톤을 모두 다른 브랜드(색깔)로 맞춘다. (3회)
- 서프라이즈 스톤을 1개 이상 포함하여 코디한다. (최대 3회)
- 세븐스 코디 스톤을 1개 이상 포함하여 코디한다. (최대 3회)

서프라이즈 점프를 뛰게 되는 경우 점프 장면에서 아래쪽에 파란색으로 서프라이즈 점프 찬스!라는 자막이 나옴으로서 알 수 있다. 일반적인 프리즘 점프와 달리 하트가 모이는 것에 맞춰 버튼을 누르는 것이 아니라 하트가 모인 이후 잠깐 기다렸다가 하트가 빛나는 순간에 양 버튼을 동시에 눌러야 한다. 완벽하게 성공하면 점프 성공 점수 외에 400점을 추가로 얻는다. 만약 기다리지 않고 하트가 모이는 순간에 바로 양 버튼을 눌러도 점프는 성공한 것으로 처리되어 점프 성공 점수는 얻을 수 있지만 400점 추가 득점은 하지 못한다. 서프라이즈 점프 찬스를 얻은 경우에도 하트가 빛나는 순간이 아닌 하트가 모이는 순간에 정확하게 양 버튼을 누르게 되면 일반 점프의 경우와 마찬가지로 완벽해요!로 처리되며 200점의 추가 점수를 얻는다.

## 액트라인과 프리즘 액트

### 액트라인
〈꿈의 보석 프리즘스톤〉 때 혼자서 모드에서 본 게임 도중 프리즘 점프를 단 한 번이라도 완벽해요! 또는 서프라이즈!로 성공하면 프리즘 액트에 도전할 수 있었다. 먼저 액트라인 통과 장면이 나오는데, 캐릭터가 하트 모양으로 생긴 고리를 통과할 때 고리의 색깔에 맞춰 버튼을 누르면 된다. 액트라인 통과는 총 5번의 기회가 주어지며 한 번 완벽하게 성공할 때마다 프리즘 액트 장면에서 얻을 수 있는 점수의 배수가 1씩 올라간다. 주어지는 배수는 다음과 같다.
- 액트라인 모두 실패(브론즈파워) : 1배
- 액트라인 1회 성공(실버파워) : 2배
- 액트라인 2회 성공(골드파워) : 3배
- 액트라인 3회 성공(플래티늄파워) : 4배
- 액트라인 4회 성공(프리즘파워) : 5배

| 멜로디 이름                      | 첫번째 패턴                             | 두번째 패턴                                                                     | 세번째 패턴                             | 네번째 패턴                                                                        |
| -------------------------------- | --------------------------------------- | ------------------------------------------------------------------------------- | --------------------------------------- | ---------------------------------------------------------------------------------- |
| 작은 별                          | 파랑-파랑-빨강-빨강-파랑-파랑-빨강      | 빨강-빨강-파랑-파랑-양쪽-양쪽-양쪽--빨강-빨강-양쪽-양쪽-파랑-파랑-양쪽          | 양쪽-양쪽-빨강-파랑-양쪽-빨강-파랑      | 양쪽-양쪽-양쪽-양쪽-빨강-빨강-빨강--파랑-파랑-파랑-파랑-양쪽-양쪽-양쪽             |
| 도레미2                          | 파랑--빨강--양쪽-양쪽-양쪽              | 파랑-파랑-파랑-파랑-빨강-빨강-빨강-빨강-파랑-파랑-파랑-파랑-빨강-빨강-빨강-빨강 | 파랑--양쪽--파랑-빨강-양쪽              | 양쪽-양쪽-파랑-파랑-양쪽-양쪽-빨강-빨강-파랑-빨강-파랑-빨강-양쪽-양쪽-양쪽-양쪽    |
| 기쁨의 노래(교향곡 9번 (베토벤)) | 파랑-파랑-빨강-빨강-양쪽-양쪽-양쪽-양쪽 | 빨강-빨강-파랑-파랑-양쪽-양쪽-양쪽-양쪽-파랑-파랑-빨강-빨강-양쪽--양쪽양쪽      | 빨강-파랑-파랑-빨강-빨강-파랑-파랑-양쪽 | 파랑-빨강-파랑-파랑-빨강-빨강-파랑-빨강-빨강-양쪽-양쪽-파랑-빨강-양쪽-양쪽-양쪽    |
| 개구리의 노래(かえるのうた)      | 파랑-빨강-파랑-빨강-빨강-파랑-양쪽      | 파랑-빨강-파랑-빨강-빨강-파랑-양쪽--빨강-파랑-빨강-파랑-파랑-빨강-양쪽          | 파랑-빨강-파랑-빨강-양쪽-빨강-파랑      | 파랑-빨강-파랑-빨강-빨강-파랑-양쪽-파랑파랑파랑파랑빨강빨강빨강빨강-양쪽-양쪽-양쪽 |
| 눈이 펑펑(雪やこんこ)            | 파랑-양쪽-파랑-양쪽-파랑--빨강          | 양쪽-양쪽-양쪽-양쪽-양쪽--양쪽--빨강-양쪽-빨강-양쪽-빨강--파랑                  | 양쪽-파랑-양쪽-파랑-양쪽--빨강          | 파랑--빨강-빨강-파랑-빨강-빨강-파랑-빨강-빨강-파랑-파랑-양쪽-양쪽-양쪽             |

### 프리즘 액트
액트라인 통과 장면이 지나면 본격적으로 프리즘액트 장면이 시작된다. 이때 양 버튼을 연타하여 3번에 걸쳐 등장하는 게이지를 끝까지 채우면 프리즘액트를 성공할 수 있다. 하나의 게이지에서 얻을 수 있는 점수는 각각 50점, 100점, 150점이다. 액트 성공 직후에도 버튼을 계속 연타하면, 버튼을 연타한 횟수에 액트라인 장면에서 얻은 배수를 곱한 만큼 완성 보너스가 주어지며 그대로 추가 득점을 할 수 있다. 또한 랭크에 따라서 연타 점수에 가산점이 붙기 때문에 프리즘 메모리패스를 사용하며 랭크가 높은 사용자가 득점에 더 유리하다.
메모리패스가 없는 사용자나 브론즈 스타 이하의 레벨을 가진 사용자는 미라클 아이돌 웨이크업만 시전 가능하지만 랭크가 탑 브론즈 이상으로 오르게 되면 액트 존 피니시라고 하여 버튼 연타 직후 화면의 고리가 겹치는 것에 맞춰 버튼을 눌러야 프리즘액트를 완전히 성공할 수 있게 되므로 주의를 요한다. 액트 존 피니시를 성공하였을 경우 추가적인 점수를 얻게 되는데 이는 다음과 같다.
| 액트 이름                | 액트 존 피니시 성공시 추가점수                                      | 가능한 랭크 |
| ------------------------ | ------------------------------------------------------------------- | --- |
| 미라클 아이돌 Wake Up!   | 액트 존 피니시가 없는 대신 4번째 게이지가 있으며 완성시 200점 획득. | 메모리패스 없이 플레이하면 프리즘액트는 무조건 이것으로 고정이며 메모리패스가 있는 경우 브론즈 스타 이하까지만 가능 |
| 나이트 플라워 피버       | 250                                                                 | 탑 브론즈 이상 실버 아이돌 이하의 랭크에서 가능                                                                     |
| 로드 투 심포니아         | 300                                                                 | 실버 스타 이상 탑 실버 이하에서 가능                                                                                |
| 스카이하이 심포니아      | 350                                                                 | 골드 데뷔, 골드 아이돌 랭크에서 가능                                                                                |
| 그레이트풀 심포니아 월드 | 400                                                                 | 골드 스타 이상의 랭크에서 가능                                                                                      |

둘이서 모드에서는 프리즘 액트를 할 수 없으며 대신 본 게임 도중 프리즘 점프를 완벽해요로 3번 이상 성공하면 본 게임 이후 보너스 점프를 뛸 수 있게 된다.

## 프리즘 라이브
혼자서 및 둘이서 모드에서 본 게임 도중 프리즘 점프를 단 한 번이라도 완벽해요! 또는 서프라이즈!로 성공하면 프리즘 라이브에 도전할 수 있다. 둘이서 모드 때 프리즘 점프를 뛸 때와 동일한 방식으로 진행되며 다른 점은 하트가 아닌 날개를 맞추는 것이다. 최대 10연속까지 뛸 수 있다. 연속 점프가 끝나면 레인보우 피니시를 뛸 수 있게 되는데 이는 10연속 점프를 뛰지 않아도 뛸 수 있다.
| 연속            | 득점 |
| --------------- | ---- |
| 1               | +100 |
| 2               | +110 |
| 3               | +120 |
| 4               | +150 |
| 5               | +150 |
| 6               | +180 |
| 7               | +190 |
| 8               | +200 |
| 9               | +250 |
| 10              | +300 |
| 레인보우 피니시 | +350 |

- 프리즘 날개가 나이트 드림 날개일 경우 5점, 레인보우 날개일 경우 10점, 파이널 레인보우 날개일 경우 15점이 더해진다.
- 게임에서는 모든 등장인물들이 프리즘 레인보우 기타로 라이브를 하나 애니메이션에서는 등장인물들마다 악기가 다르다.

| 이름         | 악기                                     |
| ------------ | ---------------------------------------- |
| 나루&린네    | 기타                                     |
| 아람(안)     | 드럼                                     |
| 이음(이토)   | 키보드                                   |
| 빈(베루)     | 바이올린                                 |
| 온유(오토하) | 색소폰                                   |
| 우리(와카나) | 마림바                                   |
| 신비(쥬네)   | 지휘봉, 기타 ('윈터 화이트 세션'편 한정) |

## 메달
메모리패스를 사용하는 경우 쌓은 캐럿(평일 보너스, 스톤 구입 보너스 제외)에 따라 도전과제의 일종인 메달을 받을 수 있다. 가지고 있는 메달의 종류는 프리즘 메모리패스에 쌓인 점수를 확인하는 장면에서 볼 수 있다. 〈메달 인정회〉 때 디지털 아이템과 레어 스톤으로 교환 받을 수 있다.
| 이름        | 필요 점수(캐럿) |
| ----------- | --------------- |
| 모모 메달   | 120,000         |
| 세시니 메달 | 105,000         |
| 쿠른 메달   | 90,000          |
| 에스니 메달 | 75,000          |
| 페미니 메달 | 60,000          |
| 팝픈 메달   | 45,000          |
| 러블린 메달 | 30,000          |
| 스탄 메달   | 15,000          |

| 이름             | 필요 점수(캐럿) |
| ---------------- | --------------- |
| 펭귄 선생님 메달 | 120,000         |
| 미미 메달        | 96,000          |
| 레미 메달        | 72,000          |
| 리미 메달        | 48,000          |
| 야미 메달        | 24,000          |

## 패션 스타일
메모리패스를 사용하여 게임을 할 때 주로 사용하는 스톤의 종류에 의해 결정되는 일종의 칭호이다. 패션 스타일은 게임이 끝나고 메모리패스에 게임 결과를 저장하는 장면이나, 1위 기록을 달성했을 때 순위 화면에서 볼 수 있다. 〈꿈의 라이브 프리즘스톤〉 때 삭제되었다.
| 가장 많이 사용한 스톤의 종류 | 패션 스타일   |
| ---------------------------- | ------------- |
| 스타                         | 퓨어 아이돌   |
| 러블리                       | 러블리 걸     |
| 팝                           | 팝 캐쥬얼     |
| 페미닌                       | 걸리쉬        |
| 에스닉                       | 내추럴 스타일 |
| 쿨                           | 엘레강스      |
| 섹시                         | 큐티 섹시     |

| 가장 많이 사용한 스톤의 종류 | 패션 스타일  |
| ---------------------------- | ------------ |
|                              | 해피 페어    |
|                              | 멋쟁이 패션  |
|                              | 컬러 풀 모드 |

## 게임대회

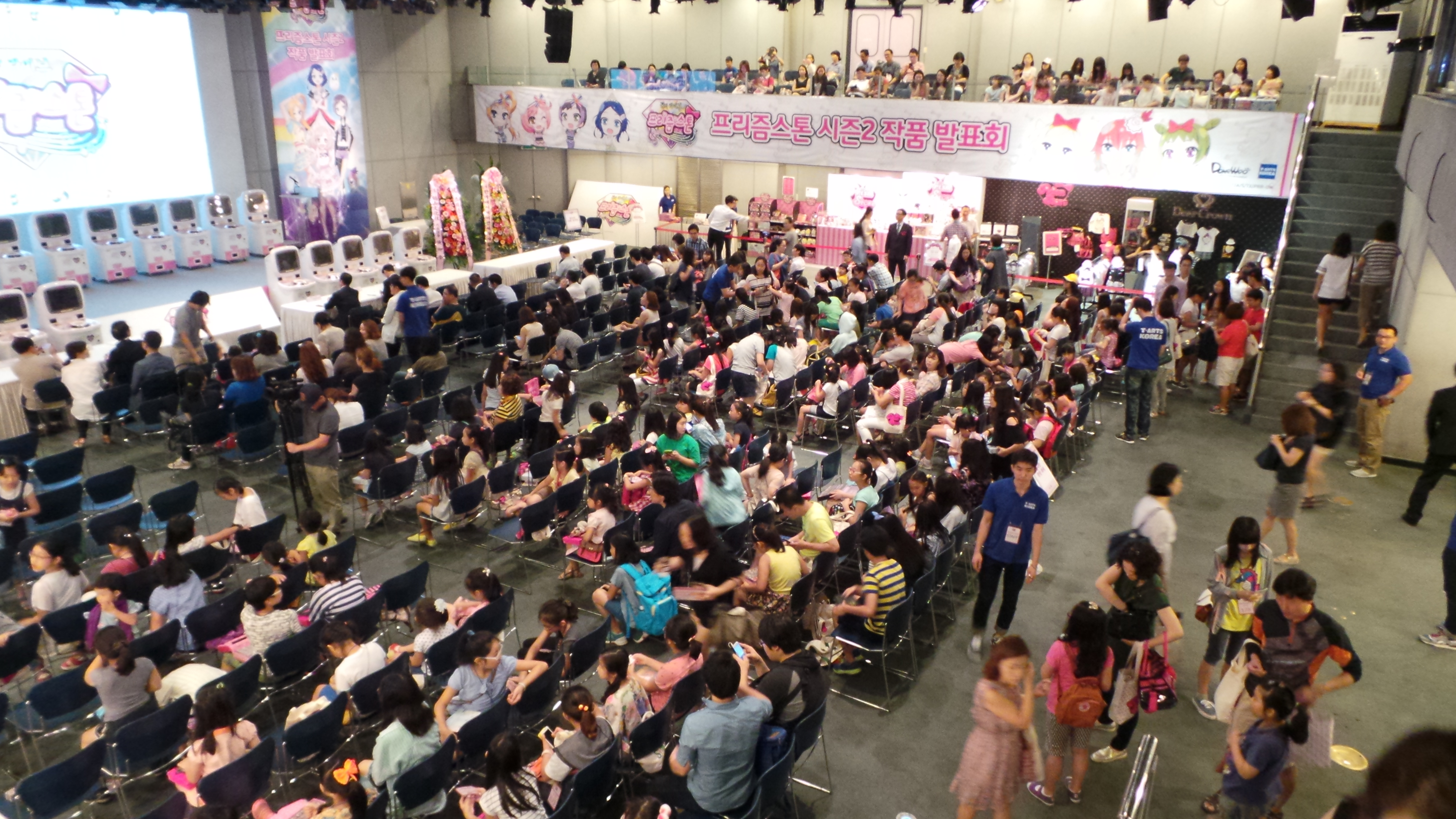
2014년 8월 14일 서울시 대치동의 CMG섬유센터에서 열린 꿈의 라이브 프리즘스톤 작품발표회 및 프리즘스톤 게임대회 당시 몰려든 인파

게임기의 정식 출시 이후 각 지역의 게임기 설치 장소를 중심으로 지역별 게임대회가 개최되었으며, 이를 바탕으로 2014년 8월 14일에는 서울시 강남구 대치동에 위치한 CMB섬유센터이벤트홀에서 전국 단위의 게임대회가 개최되었다. 게임대회는 2014년 9월 2일에 한국 방영을 시작하는 〈꿈의 라이브 프리즘스톤〉의 작품 발표회를 겸하여 이루어졌으며, 312명의 선수가 참가하였다.

## 만화 · 애니메이션
프리티 리듬 시리즈
- 프리티 리듬: 오로라 드림 (2011년 4월 9일 ~ 2012년 3월 31일, 전 51화)
- 프리티 리듬: 디어 마이 퓨처 (2012년 4월 7일 ~ 2013년 3월 30일, 전 51화)
- 프리티 리듬: 레인보우 라이브 (2013년 4월 6일 ~ 2014년 3월 29일, 전 51화)
- 극장판 프리티 리듬: 올스타 셀렉션 프리즘 쇼☆베스트 텐 (영화, 2014년 3월 8일 공개)
- 프리티 리듬: 올스타 셀렉션 (2014년 4월 5일 ~ 6월 28일, 전 11화)

프리파라 시리즈
- 프리파라 (2014년 7월 5일 ~ 2017년 3월 28일, 전 141화)
- 극장판 프리파라 모~두 모여라! 프리즘☆투어즈 (영화, 2015년 3월 7일 공개)
- 뛰쳐나와 프리파라 모~두 노려라! 아이돌☆그랑프리 (영화, 2015년 10월 24일 공개)
- 영화 프리파라 모~두의 동경♪ 렛츠고☆프리파리 (영화, 2016년 3월 7일 공개)
- 극장판 프리파라 모~두 빛나라! 키라링☆스타 라이브! (영화, 2017년 3월 4일 공개)
- 아이돌타임 프리파라 (2017년 4월 4일 ~ 2018년 3월 27일, 전 51화)
- 아이돌랜드 프리파라 (웹 애니, 2021년 8월 18일 ~ )

반짝이는 프리☆채널 시리즈
- 반짝이는 프리☆채널 (2018년 4월 8일 ~ 2021년 5월 30일, 전 153화)
- 극장판 프리파라 & 반짝이는 프리☆채널 키라키라 메모리얼 라이브 (영화, 2018년 5월 5일 공개)

와츄 프리매직! 시리즈
- 와츄 프리매직! (2021년 10월 3일 ~ 2022년 10월 9일, 전 51화)

비밀의 아이프리 시리즈
- 비밀의 아이프리 (2024년 4월 7일 ~ )

킹 오브 프리즘 시리즈
- 킹 오브 프리즘 (영화, 2016년 1월 9일 공개)
- 킹 오브 프리즘: 프라이드 더 히어로 (영화, 2017년 6월 10일 공개)
- 킹 오브 프리즘: 샤이니 세븐 스타즈 (극장 편집판 : 2019년 3월 2일(1장), 3월 23일(2장), 4월 13일(3장), 5월 4일(4장) 공개, 총 4장 / TV 애니메이션판 : 2019년 4월 16일 ~ 7월 2일, 전 12화)
- 킹 오브 프리즘 올스타즈: 프리즘 쇼☆베스트 텐 (영화, 2020년 1월 10일 공개)
- 킹 오브 프리즘: 드라마틱 프리즘.1 (영화, 2024년 8월 16일 공개)
- 킹 오브 프리즘: 유어 엔드리스 콜 (영화, 2025년 6월 27일 공개)

기타
- 프리티 올 프렌즈 셀렉션 (2021년 6월 6일 ~ 9월 19일, 전 16화)

## 프리즘스톤 캐릭터 생일
1월
1일
미타카 아사히(새해)
오메가 이노루

5일
토도 시온(바둑의 날)

6일
오오루리 아야미(색의 날)

14일
미하마 코우지

16일
지고쿠 미미코(야부이리)

23일
쥬논

25일
아오바 린카(메이크의 날)

2월
2일
니카이도 타마키

5일
도로시 웨스트/레오나 웨스트(쌍둥이의 날)

9일
타이요 페퍼(고기의 날)

10일
캐론

13일
피논

14일
스즈노 이토(발렌타인데이)

21일
시윤
22일
우시미츠
소루루/루루나(고양이의 날)
류메

24일
재은

29일
이치죠 신(윤년)
키사라기 루이(윤년)
카타스미 아마리(윤년)
마리오

3월
1일
칸다 미츠바(JR 칸다 역 개업일)

3일
타카미네 미온
아야세 나루
시아와세 나루
라비리

9일
하나조노 미아(모델 <쿠사카베 미아>의 생일)

14일
스즈노 유우(화이트데이)
니지이로 니노(원주율의 날)

21일
파루루(TVA<프리파라> 37화 첫 방영일)
카논

25일
이치죠지 사쿠라

27일
시쿄인 히비키(세계 연극의 날)
야요이 히나
토도 히비키

4월
1일
이케부쿠로 에이스(JR 이케부쿠로 역 개업일)

2일
후쿠하라 안

4일
사이온지 레오(트랜스젠더의 날)

17일
가루루(공룡의 날)

18일
이가라시 쥬리아

22일
니지노사키 다이아(다이아몬드 원석의 날)

23일
시도 메루(영어의 날)

28일
오메가 아우루

5월
4일
코우가미 타이가(초록의 날)

5일
니시나 카즈키(어린이날)
파타노

9일
카나모리 마리아(아이스크림의 날)

10일
시지미 카린

18일
로쿠도 에루

6월
2일
스메라기 아마네

5일
모리조노 와카나

6일
야마토 알렉산더
쿠로스 아로마

9일
미도리카와 사라(록의 날)

10일
파라라 알 람/가라라 슬 립(시간의 날)

15일
혜인

29일
나나우라 스바루

7월
3일
포로로

6일
죠노우치 세레나
아카기 안나(피아노의 날)

7일
채경
나나우라 오토메

9일
타치바나 유키노죠
치무무

10일
쥬리/재니스(아케이드 게임<프리파라> 공식 가동일)

11일
우구이스다니 몬도(JR 우구이스다니 역 개업일)

12일
모모야마 미라이(데코레이션 케이크의 날)

13일
코우다 미치루(오컬트의 날)

17일
제니퍼 스미레 솔

18일
노리즈키 진

30일
호죠 소피(우메보시의 날)

8월
8일
아게하 미아(렙디지트의 날)
쿠로카와 레이(모델 <DJ KOO>의 생일)
멜팡
히비노 마츠리
먀무

9일
레본툴레트 니카넨

11일
미도리카제 후와리(산의 날)

18일
유메카와 유이(쌀의 날)
아오조라 히마리

21일
타카하시 미나토(시즈오카 현민의 날)

22일
소민

31일
하치오지 비비

9월
3일
하루네 아이라
아마미야 리즈무

6일
마나카 논(여동생의 날)

7일
아마미야 카나메

9일
오오에도 신야
모에기 에모(팝콘의 날)

10일
아마우리 미루키

12일
호죠 코스모(우주의 날)
호시카와 미츠키

15일
타카나시 오토하
타카다노바바 죠지(JR 타카다노바바 역 개업일)

24일
야마다 료(청소의 날)

27일
시노미야 링링

10월
1일
미나미 미레이(법의 날)
이부키 토우마

4일
시라타마 미캉(천사의 날)

10일
하야미 히로
키랏CHU

15일
고탄다 코코로(JR 고탄다 역 개업일)

17일
하나조노 슈카(저축의 날)

30일
미야마 레이나(첫사랑의 날)

31일
미츠바 아이리

11월
1일
오카치마치 츠루기(JR 오카치마치 역 개업일)
휴이

3일
토도 카논
키키 아지미(문화의 날)

5일
앨리스 페페론치노/카가야키 이브[쌍둥이 자매]

11일
렌죠지 베루
시라토리 앙주(보석의 날)

15일
츠키카와 치리(기모노의 날)

20일
마나카 라라(피자의 날)
에히메 나오

23일
히무로 히지리 (좋은 홧사~의 날)
유메카와 쇼고(좋은 오빠의 날)

24일
마미야 치이

25일
아마모토 사쿄/아마모토 우쿄(좋은 쌍둥이의 날)

28일
코코아 레몬

30일
아오바 유즈루(오토 포커스 카메라의 날)

12월
6일
쿠로카와 스즈(소리의 날)

22일
쥬오인 카케루

24일
타카세 코요이(크리스마스 이브)

25일
스즈카제 츠무기

29일
하니땅

31일
쇼우